# فيصل علي ورابي
فيصل علي ورابي هو مهندس وسياسي من صوماليلاند. شغل سابقًا منصب مدير التخطيط والبناء والمدير الإقليمي لوزارة الأشغال العامة الصومالية. بالإضافة إلى ذلك وارابي هو مؤسس ورئيس حزب العدالة والتنمية.

## الحياة والتعليم
وُلد وارابي عام 1948 في هرجيسا بأرض الصومال البريطانية. وهو ينحدر من عشيرة العيدجال التابعة لعشيرة الغرحجس إسحاق.
أكمل ورابي تعليمه الابتدائي والمتوسط والثانوي في أرض الصومال. لتعليمه ما بعد الثانوي درس وارابي في الجامعة الوطنية الصومالية حيث تعلم دورات في تدريب المعلمين، ودرس وارابي في الاتحاد السوفيتي. حصل على ماجستير العلوم في الهندسة عام 1973 من معهد في لينينغراد. بين عامي 1997 و2001 حصل وارابي أيضًا على شهادة في كلية العلوم الاجتماعية بجامعة هلسنكي، حيث حضر دورات في قسم السياسة الاجتماعية. انتقل لاحقًا إلى إسبو.
وارابي متزوج. يتحدث عدة لغات منها الصومالية والعربية والإنجليزية والروسية والفنلندية. حصل وارابي على الجنسية الفنلندية في عام 1999.

### وفاة ابنه
توفي نجل وارابي سيد حسين فيصل علي وارابي (مواليد 1991) في 29 ديسمبر 2017 في سوريا. كان سيد حسين فيصل علي الحاصل على الجنسية الفنلندية والمعروف أيضًا باسم أبو شعيب الصومالي من فنلندا، قد سافر من فنلندا إلى سوريا في أوائل عام 2013 ليصبح مقاتلاً جهاديًا، وانضم أولاً إلى جبهة النصرة ولاحقًا إلى داعش. كما غادر ابن عمه أبو منصور الصومالي إلى سوريا. يعتقد فيصل علي الذي حذر السلطات الفنلندية بشأن ابنه، أن سيد حسين فيصل علي قُتل في غارة جوية.

## الحياة المهنية
كان وارابي مهندسًا من حيث المهنة، وقد بدأ حياته المهنية كرئيس لشركة أيان، وهي شركة إنشاءات صومالية محلية. عمل لاحقًا كرئيس المهندسين في مقديشو.
عمل وارابي لاحقًا مع الحكومة المركزية الصومالية كمدير للتخطيط والبناء في وزارة الأشغال العامة. تم تعيينه فيما بعد مديرًا إقليميًا للوزارة.
في عام 2001 أسس وارابي حزب العدالة والتنمية في أرض الصومال. شغل منصب رئيس الجمعية السياسية، وجاء الحزب في المركز الثالث في انتخابات 2003 الإقليمية، وحصل على 16 ٪ من الأصوات.